# نوریکو نارازاکی
نوریکو نارازاکی (انگلیسی: Noriko Narazaki؛ زادهٔ ۲۷ سپتامبر ۱۹۷۲) جودوکار اهل ژاپن بود.
== منابع ==ود
- نوریکو نارازاکی در کمیته بین‌المللی المپیک (انگلیسی)
- نوریکو نارازاکی در Olympics.com (انگلیسی)
- نوریکو نارازاکی در Sports-Reference.com (انگلیسی)
- نوریکو نارازاکی در Olympedia (انگلیسی)
- نوریکو نارازاکی در TheSports.org (انگلیسی)
- نوریکو نارازاکی در JudoInside.com (انگلیسی)